# طواف إيطاليا للسيدات 2011
طواف إيطاليا للسيدات 2011 (بالإيطالية: Giro Donne 2011)‏ هو سباق دراجات هوائية من فئة  2.1، وهو الموسم الثاني والعشرين من طواف إيطاليا للسيدات، وأقيم خلال الفترة من 1 يوليو 2011، وحتى 10 يوليو 2011 ضمن سباقات سباق الدراجات على الطريق للسيدات 2011 ‏، وشارك فيه  134 متسابقاً ووصل إلى نهايته  113 متسابقاً.
فاز بالمركز الأول ماريان فوس، وبالمركز الثاني إيما بولي، وبالمركز الثالث جوديث أرندت، وفاز ماريان فوس في ترتيب النقاط، وكان الفائز حسب النقاط للشباب Elena Berlato ‏، وكان الفائز في تصنيف الجبال ماريان فوس.

## الفرق
| فرق سيدات محترفة (16)- AA Drink–leontien.nl ‏ - بيزكايا دورانجو ‏ - ACS Cycling Chirio–Casa Giani ‏ - أيه آر مونكس برو سيكلينج للسيدات ‏ - Garmin–Cervélo (women) ‏ - Gauss RDZ Ormu ‏ - هايتك بوردكتس-يو سي كيه 2011 ‏ - كانيون–إس آر إيه إم ‏ - Cyclelive Plus–Zannata ‏ - لوتو هوندا 2011 ‏ - يو أي أيه تيم ‏ - ليف ريسينغ ‏ - S.C. Michela Fanini Rox ‏ - توب قيرلز فسى برتولو ‏ - Experza–Footlogix Ladies Cycling Team ‏ - Aromitalia–Basso Bikes–Vaiano ‏ فريق وطني- فريق هولندا لركوب الدراجات للسيدات 2011 ‏ |  |
| |  |

## المراحل
| قائمة المراحل | قائمة المراحل | قائمة المراحل                    | قائمة المراحل      | قائمة المراحل | قائمة المراحل   | قائمة المراحل        |            |
| المرحلة       | التاريخ       | الدورة                           |                    | المسافة (كم)  | الفائز بالمرحلة | القائد العام         |            |
| ------------- | ------------- | -------------------------------- | ------------------ | ------------- | --------------- | -------------------- | ---------- |
| المرحلة 1     | 1 يوليو       | روما – فليتري                    | مرحلة مستوية       | 86            | 375 م           | ماريان فوس           | ماريان فوس |
| المرحلة 2     | 2 يوليو       | بيسكوكوستانزو – بيسكوكوستانزو    | مرحلة جبلية متوسطة | 91            | 1450 م          | شارا جيلو            | شارا جيلو  |
| المرحلة 3     | 3 يوليو       | بوتنسا بوتشينا – فيرمو           | مرحلة جبلية        | 104٫3         | 1220 م          | ماريان فوس           | ماريان فوس |
| المرحلة 4     | 4 يوليو       | فورليمبوبولي – فورلي             | مرحلة مستوية       | 101           | 250 م           | Ina-Yoko Teutenberg ‏ | ماريان فوس |
| المرحلة 5     | 5 يوليو       | Altedo ‏ – فيرونا                 | مرحلة مستوية       | 129           | 10 م            | نيكول كوك            | ماريان فوس |
| المرحلة 6     | 6 يوليو       | فونتانيلاتو – بياتشنزا           | مرحلة مستوية       | 128           | 150 م           | ماريان فوس           | ماريان فوس |
| المرحلة 7     | 7 يوليو       | بلدة روفاتو – Grosotto ‏          | مرحلة جبلية        | 122           | 1927 م          | ماريان فوس           | ماريان فوس |
| المرحلة 8     | 8 يوليو       | تيجليو – Valdidentro ‏            | مرحلة جبلية        | 70            | 1949 م          | إيما بولي            | ماريان فوس |
| المرحلة 9     | 9 يوليو       | أجلي – تشيرسول ريالي             | مرحلة جبلية        | 114٫8         | 1390 م          | ماريان فوس           | ماريان فوس |
| المرحلة 10    | 10 يوليو      | سان فرانسيسكو آل كامبو (إيطاليا) | فردي ضد الساعة     | 16            | 30 م            | Ina-Yoko Teutenberg ‏ | ماريان فوس |

## النتيجة

### مرحلة 1
هي مرحلة مستوية، أقيمت في 1 يوليو 2011، وامتدّت لمسافة 86 كيلومتر. فاز بالمرحلة ماريان فوس، وكان متصدر الترتيب العام في نهاية المرحلة ماريان فوس، وكان المتصدر حسب ترتيب النقاط ماريان فوس، وكان المتصدر في ترتيب التسلق Valentina Scandolara ‏، وتصدر ترتيب النقاط للشباب ليزي ديجنان، وكان قائد تصنيف الجنسيات Rossella Callovi ‏.
| التصنيف العام | التصنيف العام        | التصنيف العام                  | التصنيف العام | التصنيف العام |
| العداء        | العداء               | الفريق                         | الوقت         |               |
| ------------- | -------------------- | ------------------------------ | ------------- | ------------- |
| 1             | ماريان فوس           | ليف ريسينغ ‏                    | 2 س 11 د 46 ث |               |
| 2             | Ina-Yoko Teutenberg ‏ | كانيون–إس آر إيه إم ‏           | + 5 ث         |               |
| 3             | إيما جوهانسون        | تيم كوب هايتك بوردكتس ‏         | + 7 ث         |               |
| 4             | ليزي ديجنان          | Garmin–Cervélo (women) ‏        | + 11 ث        |               |
| 5             | جوديث أرندت          | كانيون–إس آر إيه إم ‏           | + 11 ث        |               |
| 6             | Rossella Callovi ‏    | يو أي أيه تيم ‏                 | + 11 ث        |               |
| 7             | Elena Berlato ‏       | توب قيرلز فسى برتولو ‏          | + 11 ث        |               |
| 8             | تاتيانا جوديرزو      | يو أي أيه تيم ‏                 | + 11 ث        |               |
| 9             | راسا ليليفيتو        | Aromitalia–Basso Bikes–Vaiano ‏ | + 11 ث        |               |
| 10            | Martine Bras ‏        | إس دي وركس ‏                    | + 11 ث        |               |
|               |                      |                                |               |               |
|               |                      |                                |               |               |

### مرحلة 2
هي مرحلة جبلية متوسطة، أقيمت في 2 يوليو 2011، وامتدّت لمسافة 91 كيلومتر. فاز بالمرحلة شارا جيلو، وكان متصدر الترتيب العام في نهاية المرحلة شارا جيلو، وكان المتصدر حسب ترتيب النقاط ماريان فوس، وكان المتصدر في ترتيب التسلق Valentina Scandolara ‏، وتصدر ترتيب النقاط للشباب Valentina Scandolara ‏، وكان قائد تصنيف الجنسيات Valentina Scandolara ‏.
| التصنيف العام | التصنيف العام             | التصنيف العام                          | التصنيف العام | التصنيف العام |
| العداء        | العداء                    | الفريق                                 | الوقت         |               |
| ------------- | ------------------------- | -------------------------------------- | ------------- | ------------- |
| 1             | شارا جيلو                 | بيزكايا دورانجو ‏                       | 4 س 49 د 35 ث |               |
| 2             | شارون لاوس                | Garmin–Cervélo (women) ‏                | + 4 ث         |               |
| 3             | Sylwia Kapusta ‏           | Gauss RDZ Ormu ‏                        | + 16 ث        |               |
| 4             | Christel Ferrier-Bruneau ‏ | Gauss RDZ Ormu ‏                        | + 56 ث        |               |
| 5             | غريس فيربيك               | Experza–Footlogix Ladies Cycling Team ‏ | + 58 ث        |               |
| 6             | Ina-Yoko Teutenberg ‏      | كانيون–إس آر إيه إم ‏                   | + 1 د 10 ث    |               |
| 7             | أندريا ديفوراك            | ACS Cycling Chirio–Casa Giani ‏         | + 1 د 30 ث    |               |
| 8             | ليندا فيلومسن             | AA Drink–leontien.nl ‏                  | + 1 د 42 ث    |               |
| 9             | Valentina Scandolara ‏     | Gauss RDZ Ormu ‏                        | + 1 د 50 ث    |               |
| 10            | ماريان فوس                | ليف ريسينغ ‏                            | + 3 د 17 ث    |               |
|               |                           |                                        |               |               |
|               |                           |                                        |               |               |

### مرحلة 3
هي مرحلة جبلية، أقيمت في 3 يوليو 2011، وامتدّت لمسافة 104.3 كيلومتر. فاز بالمرحلة ماريان فوس، وكان متصدر الترتيب العام في نهاية المرحلة ماريان فوس، وكان المتصدر حسب ترتيب النقاط ماريان فوس، وكان المتصدر في ترتيب التسلق ماريان فوس، وتصدر ترتيب النقاط للشباب راسا ليليفيتو، وكان قائد تصنيف الجنسيات تاتيانا جوديرزو.
| التصنيف العام | التصنيف العام             | التصنيف العام                          | التصنيف العام | التصنيف العام |
| العداء        | العداء                    | الفريق                                 | الوقت         |               |
| ------------- | ------------------------- | -------------------------------------- | ------------- | ------------- |
| 1             | ماريان فوس                | ليف ريسينغ ‏                            | 7 س 50 د 46 ث |               |
| 2             | Sylwia Kapusta ‏           | Gauss RDZ Ormu ‏                        | + 8 ث         |               |
| 3             | إيما بولي                 | Garmin–Cervélo (women) ‏                | + 36 ث        |               |
| 4             | شارا جيلو                 | بيزكايا دورانجو ‏                       | + 1 د 15 ث    |               |
| 5             | شارون لاوس                | Garmin–Cervélo (women) ‏                | + 1 د 19 ث    |               |
| 6             | غريس فيربيك               | Experza–Footlogix Ladies Cycling Team ‏ | + 2 د 16 ث    |               |
| 7             | Christel Ferrier-Bruneau ‏ | Gauss RDZ Ormu ‏                        | + 2 د 19 ث    |               |
| 8             | جوديث أرندت               | كانيون–إس آر إيه إم ‏                   | + 3 د 07 ث    |               |
| 9             | ليندا فيلومسن             | AA Drink–leontien.nl ‏                  | + 3 د 12 ث    |               |
| 10            | إيما جوهانسون             | تيم كوب هايتك بوردكتس ‏                 | + 3 د 14 ث    |               |
|               |                           |                                        |               |               |
|               |                           |                                        |               |               |

### مرحلة 4
هي مرحلة مستوية، أقيمت في 4 يوليو 2011، وامتدّت لمسافة 101 كيلومتر. فاز بالمرحلة Ina-Yoko Teutenberg ‏، وكان متصدر الترتيب العام في نهاية المرحلة ماريان فوس، وكان المتصدر حسب ترتيب النقاط ماريان فوس، وكان المتصدر في ترتيب التسلق ماريان فوس، وتصدر ترتيب النقاط للشباب راسا ليليفيتو، وكان قائد تصنيف الجنسيات تاتيانا جوديرزو.
| التصنيف العام | التصنيف العام             | التصنيف العام                          | التصنيف العام | التصنيف العام |
| العداء        | العداء                    | الفريق                                 | الوقت         |               |
| ------------- | ------------------------- | -------------------------------------- | ------------- | ------------- |
| 1             | ماريان فوس                | ليف ريسينغ ‏                            | 9 س 42 د 36 ث |               |
| 2             | Sylwia Kapusta ‏           | Gauss RDZ Ormu ‏                        | + 8 ث         |               |
| 3             | إيما بولي                 | Garmin–Cervélo (women) ‏                | + 36 ث        |               |
| 4             | شارا جيلو                 | بيزكايا دورانجو ‏                       | + 1 د 15 ث    |               |
| 5             | شارون لاوس                | Garmin–Cervélo (women) ‏                | + 1 د 19 ث    |               |
| 6             | غريس فيربيك               | Experza–Footlogix Ladies Cycling Team ‏ | + 2 د 16 ث    |               |
| 7             | Christel Ferrier-Bruneau ‏ | Gauss RDZ Ormu ‏                        | + 2 د 19 ث    |               |
| 8             | جوديث أرندت               | كانيون–إس آر إيه إم ‏                   | + 3 د 07 ث    |               |
| 9             | ليندا فيلومسن             | AA Drink–leontien.nl ‏                  | + 3 د 12 ث    |               |
| 10            | إيما جوهانسون             | تيم كوب هايتك بوردكتس ‏                 | + 3 د 14 ث    |               |
|               |                           |                                        |               |               |
|               |                           |                                        |               |               |

### مرحلة 5
هي مرحلة مستوية، أقيمت في 5 يوليو 2011، وامتدّت لمسافة 129 كيلومتر. فاز بالمرحلة نيكول كوك، وكان متصدر الترتيب العام في نهاية المرحلة ماريان فوس، وكان المتصدر حسب ترتيب النقاط ماريان فوس، وكان المتصدر في ترتيب التسلق ماريان فوس، وتصدر ترتيب النقاط للشباب راسا ليليفيتو، وكان قائد تصنيف الجنسيات تاتيانا جوديرزو.
| التصنيف العام | التصنيف العام             | التصنيف العام                          | التصنيف العام  | التصنيف العام |
| العداء        | العداء                    | الفريق                                 | الوقت          |               |
| ------------- | ------------------------- | -------------------------------------- | -------------- | ------------- |
| 1             | ماريان فوس                | ليف ريسينغ ‏                            | 12 س 49 د 49 ث |               |
| 2             | Sylwia Kapusta ‏           | Gauss RDZ Ormu ‏                        | + 14 ث         |               |
| 3             | إيما بولي                 | Garmin–Cervélo (women) ‏                | + 42 ث         |               |
| 4             | شارا جيلو                 | بيزكايا دورانجو ‏                       | + 1 د 21 ث     |               |
| 5             | شارون لاوس                | Garmin–Cervélo (women) ‏                | + 1 د 25 ث     |               |
| 6             | غريس فيربيك               | Experza–Footlogix Ladies Cycling Team ‏ | + 2 د 22 ث     |               |
| 7             | Christel Ferrier-Bruneau ‏ | Gauss RDZ Ormu ‏                        | + 2 د 25 ث     |               |
| 8             | جوديث أرندت               | كانيون–إس آر إيه إم ‏                   | + 3 د 13 ث     |               |
| 9             | ليندا فيلومسن             | AA Drink–leontien.nl ‏                  | + 3 د 18 ث     |               |
| 10            | إيما جوهانسون             | تيم كوب هايتك بوردكتس ‏                 | + 3 د 20 ث     |               |
|               |                           |                                        |                |               |
|               |                           |                                        |                |               |

### مرحلة 6
هي مرحلة مستوية، أقيمت في 6 يوليو 2011، وامتدّت لمسافة 128 كيلومتر. فاز بالمرحلة ماريان فوس، وكان متصدر الترتيب العام في نهاية المرحلة ماريان فوس، وكان المتصدر حسب ترتيب النقاط ماريان فوس، وكان المتصدر في ترتيب التسلق ماريان فوس، وتصدر ترتيب النقاط للشباب راسا ليليفيتو، وكان قائد تصنيف الجنسيات تاتيانا جوديرزو.
| التصنيف العام | التصنيف العام             | التصنيف العام                          | التصنيف العام  | التصنيف العام |
| العداء        | العداء                    | الفريق                                 | الوقت          |               |
| ------------- | ------------------------- | -------------------------------------- | -------------- | ------------- |
| 1             | ماريان فوس                | ليف ريسينغ ‏                            | 16 س 03 د 46 ث |               |
| 2             | Sylwia Kapusta ‏           | Gauss RDZ Ormu ‏                        | + 24 ث         |               |
| 3             | إيما بولي                 | Garmin–Cervélo (women) ‏                | + 52 ث         |               |
| 4             | شارا جيلو                 | بيزكايا دورانجو ‏                       | + 1 د 31 ث     |               |
| 5             | شارون لاوس                | Garmin–Cervélo (women) ‏                | + 1 د 35 ث     |               |
| 6             | غريس فيربيك               | Experza–Footlogix Ladies Cycling Team ‏ | + 2 د 32 ث     |               |
| 7             | Christel Ferrier-Bruneau ‏ | Gauss RDZ Ormu ‏                        | + 2 د 35 ث     |               |
| 8             | جوديث أرندت               | كانيون–إس آر إيه إم ‏                   | + 3 د 23 ث     |               |
| 9             | إيما جوهانسون             | تيم كوب هايتك بوردكتس ‏                 | + 12 د 41 ث    |               |
| 10            | مارا أبوت                 | أيه آر مونكس برو سيكلينج للسيدات ‏      | + 13 د 04 ث    |               |
|               |                           |                                        |                |               |
|               |                           |                                        |                |               |

### مرحلة 7
هي مرحلة جبلية، أقيمت في 7 يوليو 2011، وامتدّت لمسافة 122 كيلومتر. فاز بالمرحلة ماريان فوس، وكان متصدر الترتيب العام في نهاية المرحلة ماريان فوس، وكان المتصدر حسب ترتيب النقاط ماريان فوس، وكان المتصدر في ترتيب التسلق ماريان فوس، وتصدر ترتيب النقاط للشباب Elena Berlato ‏، وكان قائد تصنيف الجنسيات تاتيانا جوديرزو.
| التصنيف العام | التصنيف العام      | التصنيف العام                     | التصنيف العام  | التصنيف العام |
| العداء        | العداء             | الفريق                            | الوقت          |               |
| ------------- | ------------------ | --------------------------------- | -------------- | ------------- |
| 1             | ماريان فوس         | ليف ريسينغ ‏                       | 19 س 42 د 36 ث |               |
| 2             | إيما بولي          | Garmin–Cervélo (women) ‏           | + 2 د 36 ث     |               |
| 3             | تاتيانا جوديرزو    | يو أي أيه تيم ‏                    | + 4 د 51 ث     |               |
| 4             | جوديث أرندت        | كانيون–إس آر إيه إم ‏              | + 4 د 54 ث     |               |
| 5             | Sylwia Kapusta ‏    | Gauss RDZ Ormu ‏                   | + 5 د 40 ث     |               |
| 6             | Tatiana Antoshina ‏ | Gauss RDZ Ormu ‏                   | + 8 د 06 ث     |               |
| 7             | شارا جيلو          | بيزكايا دورانجو ‏                  | + 8 د 07 ث     |               |
| 8             | إيما جوهانسون      | تيم كوب هايتك بوردكتس ‏            | + 8 د 23 ث     |               |
| 9             | Ruth Corset ‏       | بيزكايا دورانجو ‏                  | + 9 د 10 ث     |               |
| 10            | مارا أبوت          | أيه آر مونكس برو سيكلينج للسيدات ‏ | + 9 د 42 ث     |               |
|               |                    |                                   |                |               |
|               |                    |                                   |                |               |

### مرحلة 8
هي مرحلة جبلية، أقيمت في 8 يوليو 2011، وامتدّت لمسافة 70 كيلومتر. فاز بالمرحلة إيما بولي، وكان متصدر الترتيب العام في نهاية المرحلة ماريان فوس، وكان المتصدر حسب ترتيب النقاط ماريان فوس، وكان المتصدر في ترتيب التسلق إيما بولي، وتصدر ترتيب النقاط للشباب Elena Berlato ‏، وكان قائد تصنيف الجنسيات تاتيانا جوديرزو.
| التصنيف العام | التصنيف العام      | التصنيف العام                     | التصنيف العام  | التصنيف العام |
| العداء        | العداء             | الفريق                            | الوقت          |               |
| ------------- | ------------------ | --------------------------------- | -------------- | ------------- |
| 1             | ماريان فوس         | ليف ريسينغ ‏                       | 22 س 08 د 15 ث |               |
| 2             | إيما بولي          | Garmin–Cervélo (women) ‏           | + 2 د 32 ث     |               |
| 3             | جوديث أرندت        | كانيون–إس آر إيه إم ‏              | + 7 د 39 ث     |               |
| 4             | تاتيانا جوديرزو    | يو أي أيه تيم ‏                    | + 7 د 46 ث     |               |
| 5             | Sylwia Kapusta ‏    | Gauss RDZ Ormu ‏                   | + 10 د 07 ث    |               |
| 6             | Ruth Corset ‏       | بيزكايا دورانجو ‏                  | + 10 د 41 ث    |               |
| 7             | Tatiana Antoshina ‏ | Gauss RDZ Ormu ‏                   | + 11 د 01 ث    |               |
| 8             | شارا جيلو          | بيزكايا دورانجو ‏                  | + 12 د 27 ث    |               |
| 9             | إيما جوهانسون      | تيم كوب هايتك بوردكتس ‏            | + 12 د 41 ث    |               |
| 10            | مارا أبوت          | أيه آر مونكس برو سيكلينج للسيدات ‏ | + 13 د 04 ث    |               |
|               |                    |                                   |                |               |
|               |                    |                                   |                |               |

### مرحلة 9
هي مرحلة جبلية، أقيمت في 9 يوليو 2011، وامتدّت لمسافة 114.8 كيلومتر. فاز بالمرحلة ماريان فوس، وكان متصدر الترتيب العام في نهاية المرحلة ماريان فوس، وكان المتصدر حسب ترتيب النقاط ماريان فوس، وكان المتصدر في ترتيب التسلق ماريان فوس، وتصدر ترتيب النقاط للشباب Elena Berlato ‏، وكان قائد تصنيف الجنسيات تاتيانا جوديرزو.
| التصنيف العام | التصنيف العام      | التصنيف العام                     | التصنيف العام  | التصنيف العام |
| العداء        | العداء             | الفريق                            | الوقت          |               |
| ------------- | ------------------ | --------------------------------- | -------------- | ------------- |
| 1             | ماريان فوس         | ليف ريسينغ ‏                       | 25 س 20 د 08 ث |               |
| 2             | إيما بولي          | Garmin–Cervélo (women) ‏           | + 2 د 48 ث     |               |
| 3             | جوديث أرندت        | كانيون–إس آر إيه إم ‏              | + 8 د 07 ث     |               |
| 4             | تاتيانا جوديرزو    | يو أي أيه تيم ‏                    | + 8 د 21 ث     |               |
| 5             | Ruth Corset ‏       | بيزكايا دورانجو ‏                  | + 11 د 48 ث    |               |
| 6             | Tatiana Antoshina ‏ | Gauss RDZ Ormu ‏                   | + 12 د 01 ث    |               |
| 7             | Sylwia Kapusta ‏    | Gauss RDZ Ormu ‏                   | + 12 د 18 ث    |               |
| 8             | مارا أبوت          | أيه آر مونكس برو سيكلينج للسيدات ‏ | + 13 د 47 ث    |               |
| 9             | إيما جوهانسون      | تيم كوب هايتك بوردكتس ‏            | + 14 د 20 ث    |               |
| 10            | شارا جيلو          | بيزكايا دورانجو ‏                  | + 14 د 38 ث    |               |
|               |                    |                                   |                |               |
|               |                    |                                   |                |               |

### مرحلة 10
هي مرحلة من نوع سباق زمن فردي، أقيمت في 10 يوليو 2011، وامتدّت لمسافة 16 كيلومتر. فاز بالمرحلة Ina-Yoko Teutenberg ‏، وكان متصدر الترتيب العام في نهاية المرحلة ماريان فوس.

## المشاركون
| أيه آر مونكس برو سيكلينج للسيدات ‏ DPZ | أيه آر مونكس برو سيكلينج للسيدات ‏ DPZ | أيه آر مونكس برو سيكلينج للسيدات ‏ DPZ |
| ------------------------------------- | ------------------------------------- | ------------------------------------- |
| م                                     | عداء                                  | مرتبة                                 |
| 1                                     | مارا أبوت                             | 10                                    |
| 2                                     | Claudia Häusler                       | 16                                    |
| 3                                     | Inga Češulienė ‏                       | 63                                    |
| 4                                     | Rachel Neylan ‏                        | لم يكمل السباق-10                     |
| 5                                     | Shelley Olds                          | لم يكمل السباق-3                      |
| 6                                     | Eleonora Patuzzo ‏                     | 78                                    |
| 7                                     | Amber Pierce                          | 72                                    |
| 8                                     | أولغا زابيلينسكايا                    | 14                                    |

| ليف ريسينغ ‏ NLB | ليف ريسينغ ‏ NLB               | ليف ريسينغ ‏ NLB |
| --------------- | ----------------------------- | --------------- |
| م               | عداء                          | مرتبة           |
| 11              | Sarah Düster ‏                 | 92              |
| 12              | إميلي أوبري                   | 84              |
| 13              | Patricia Schwager ‏            | 54              |
| 14              | Noortje Tabak ‏                | 50              |
| 15              | Loes Gunnewijk ‏               | 51              |
| 16              | أنيميك فان فليوتن             | 75              |
| 17              | Marieke van Wanroij ‏          | 66              |
| 18              | ماريان فوس (طريق و زمني فردي) | 1               |

| Gauss RDZ Ormu ‏ GAU | Gauss RDZ Ormu ‏ GAU              | Gauss RDZ Ormu ‏ GAU |
| ------------------- | -------------------------------- | ------------------- |
| م                   | عداء                             | مرتبة               |
| 21                  | Tatiana Antoshina ‏               | 5                   |
| 22                  | Alessandra Borchi ‏               | 97                  |
| 23                  | Christel Ferrier-Bruneau ‏ (طريق) | 20                  |
| 24                  | Sylwia Kapusta ‏                  | 8                   |
| 25                  | Elena Kuchinskaya ‏               | 49                  |
| 26                  | Yuliya Martisova ‏                | 55                  |
| 27                  | Valentina Scandolara ‏            | لم يبدأ-7           |
| 28                  | Lorena Foresi‏                    | 62                  |

| AA Drink–leontien.nl ‏ LNL | AA Drink–leontien.nl ‏ LNL | AA Drink–leontien.nl ‏ LNL |
| ------------------------- | ------------------------- | ------------------------- |
| م                         | عداء                      | مرتبة                     |
| 31                        | تريكسي ووراك              | 46                        |
| 32                        | Daphny van den Brand ‏     | 65                        |
| 33                        | Chantal Blaak             | 43                        |
| 34                        | لوسيندا براند             | 15                        |
| 35                        | Irene van den Broek ‏      | لم يبدأ-10                |
| 36                        | Linda Villumsen           | 22                        |
| 37                        | Heleen van Vliet‏          | 69                        |
| 38                        | Marijn de Vries ‏          | لم يكمل السباق-9          |

| فريق هولندا لركوب الدراجات للسيدات 2011 ‏ NED | فريق هولندا لركوب الدراجات للسيدات 2011 ‏ NED | فريق هولندا لركوب الدراجات للسيدات 2011 ‏ NED |
| -------------------------------------------- | -------------------------------------------- | -------------------------------------------- |
| م                                            | عداء                                         | مرتبة                                        |
| 41                                           | Martine Bras ‏                                | 33                                           |
| 42                                           | ايمي بيترز                                   | 73                                           |
| 43                                           | Petra Dijkman ‏                               | 37                                           |
| 44                                           | أنا فان دير بريغين                           | 89                                           |
| 45                                           | Esra Tromp ‏                                  | 106                                          |
| 46                                           | روكسان كنيتيمان                              | 30                                           |
| 47                                           | Anne De Wildt‏                                | 57                                           |
| 48                                           | Birgit Lavrijssen ‏                           | 90                                           |

| تيم كوب هايتك بوردكتس ‏ HPU | تيم كوب هايتك بوردكتس ‏ HPU   | تيم كوب هايتك بوردكتس ‏ HPU |
| -------------------------- | ---------------------------- | -------------------------- |
| م                          | عداء                         | مرتبة                      |
| 51                         | إيما جوهانسون (طريق)         | 7                          |
| 52                         | Sara Mustonen (cyclist) ‏     | 60                         |
| 53                         | Tone Hatteland Lima ‏         | 102                        |
| 54                         | Lise Nøstvold ‏               | 42                         |
| 55                         | Frøydis Meen Wærsted ‏ (طريق) | لم يبدأ-2                  |
| 56                         | Johanna Bergseth‏             | 105                        |
| 57                         | تيفاني كرومويل               | 68                         |

| كانيون–إس آر إيه إم ‏ TCW | كانيون–إس آر إيه إم ‏ TCW    | كانيون–إس آر إيه إم ‏ TCW |
| ------------------------ | --------------------------- | ------------------------ |
| م                        | عداء                        | مرتبة                    |
| 61                       | جوديث أرندت (زمني فردي)     | 5                        |
| 62                       | شارلوت بيكر                 | 86                       |
| 63                       | إميليا فهلين (زمني فردي)    | 74                       |
| 64                       | Ally Stacher ‏               | 82                       |
| 65                       | Ina-Yoko Teutenberg ‏ (طريق) | 53                       |
| 66                       | إيفلين ستيفنز (زمني فردي)   | 41                       |
| 67                       | Ellen van Dijk              | 94                       |
| 68                       | أماندا ميلر                 | 19                       |

| S.C. Michela Fanini Rox ‏ MIC | S.C. Michela Fanini Rox ‏ MIC     | S.C. Michela Fanini Rox ‏ MIC |
| ---------------------------- | -------------------------------- | ---------------------------- |
| م                            | عداء                             | مرتبة                        |
| 71                           | Grete Treier ‏ (طريق و زمني فردي) | 45                           |
| 72                           | Martina Růžičková ‏               | لم يبدأ-8                    |
| 73                           | Verónica Leal ‏ (زمني فردي)       | 47                           |
| 74                           | Nina Ovcharenco ‏                 | 34                           |
| 75                           | Sara Grifi ‏                      | لم يكمل السباق-7             |
| 76                           | ماغورزاتا جاسيسكا                | لم يبدأ-8                    |
| 77                           | Michal Ella‏ (طريق)               | 111                          |
| 78                           | كارين أونه                       | 56                           |

| توب قيرلز فسى برتولو ‏ TOG | توب قيرلز فسى برتولو ‏ TOG | توب قيرلز فسى برتولو ‏ TOG |
| ------------------------- | ------------------------- | ------------------------- |
| م                         | عداء                      | مرتبة                     |
| 81                        | Elena Berlato ‏            | 11                        |
| 82                        | Valentina Carretta ‏       | 26                        |
| 83                        | Jennifer Fiori ‏           | 52                        |
| 84                        | سيمونا فرايبسي            | 87                        |
| 85                        | إليسا ونغو بورغيني        | 18                        |
| 86                        | Bridie O'Donnell ‏         | 110                       |
| 87                        | Silvia Valsecchi ‏         | 61                        |
| 88                        | Gloria Presti ‏            | 88                        |

| Aromitalia–Basso Bikes–Vaiano ‏ VAI | Aromitalia–Basso Bikes–Vaiano ‏ VAI | Aromitalia–Basso Bikes–Vaiano ‏ VAI |
| ---------------------------------- | ---------------------------------- | ---------------------------------- |
| م                                  | عداء                               | مرتبة                              |
| 91                                 | Valentina Bastianelli ‏             | 95                                 |
| 92                                 | Irene Falorni‏                      | 109                                |
| 93                                 | راسا ليليفيتو (طريق)               | 31                                 |
| 94                                 | Urtė Juodvalkytė ‏                  | 76                                 |
| 95                                 | Simona Martini‏                     | 108                                |
| 96                                 | Katažina Sosna ‏ (زمني فردي)        | 81                                 |
| 97                                 | Eleonora Spaliviero‏                | 107                                |
| 98                                 | فلافيا أوليفيرا                    | 24                                 |

| ACS Cycling Chirio–Casa Giani ‏ FCL | ACS Cycling Chirio–Casa Giani ‏ FCL | ACS Cycling Chirio–Casa Giani ‏ FCL |
| ---------------------------------- | ---------------------------------- | ---------------------------------- |
| م                                  | عداء                               | مرتبة                              |
| 101                                | جورجيا برونزيني (طريق)             | 83                                 |
| 102                                | Giada Borgato ‏                     | 91                                 |
| 103                                | Alessandra D'Ettorre ‏              | 59                                 |
| 104                                | Theresa Cliff-Ryan ‏                | لم يبدأ-7                          |
| 105                                | Heather Logan-Sprenger ‏            | 98                                 |
| 106                                | أندريا ديفوراك                     | 25                                 |
| 107                                | Tetyana Riabchenko (طريق)          | 23                                 |
| 108                                | Svetlana Pauliukaitė ‏              | لم يكمل السباق-3                   |

| يو أي أيه تيم ‏ MCG | يو أي أيه تيم ‏ MCG | يو أي أيه تيم ‏ MCG |
| ------------------ | ------------------ | ------------------ |
| م                  | عداء               | مرتبة              |
| 111                | نيكول كوك          | 29                 |
| 112                | تاتيانا جوديرزو    | 4                  |
| 113                | Rossella Callovi ‏  | لم يكمل السباق-2   |
| 114                | Monia Baccaille ‏   | 44                 |
| 115                | مارتا باستيانيلي   | 77                 |
| 116                | Marta Tagliaferro ‏ | لم يبدأ-2          |
| 117                | Jennifer Hohl ‏     | 58                 |
| 118                | Fabiana Luperini ‏  | 12                 |

| لوتو بيليسول للسيدات ‏ LHT | لوتو بيليسول للسيدات ‏ LHT             | لوتو بيليسول للسيدات ‏ LHT |
| ------------------------- | ------------------------------------- | ------------------------- |
| م                         | عداء                                  | مرتبة                     |
| 121                       | خايمي نيلسن                           | لم يبدأ-6                 |
| 122                       | Catherine Delfosse ‏                   | 70                        |
| 123                       | Ludivine Henrion ‏                     | 71                        |
| 124                       | آشلي مولمان                           | 13                        |
| 125                       | تشيريز ويليت (زمني فردي)              | 39                        |
| 126                       | Marissa Stander Van der Merwe ‏ (طريق) | 67                        |
| 127                       | جوانا فان دي فينكل                    | 38                        |
| 128                       | Vicki Whitelaw ‏                       | 40                        |

| بيزكايا دورانجو ‏ BPD | بيزكايا دورانجو ‏ BPD        | بيزكايا دورانجو ‏ BPD |
| -------------------- | --------------------------- | -------------------- |
| م                    | عداء                        | مرتبة                |
| 131                  | Shara Gillow (زمني فردي)    | 9                    |
| 132                  | Davina Summers ‏             | 112                  |
| 133                  | Monica Hernandez‏            | لم يكمل السباق-7     |
| 134                  | Polona Batagelj ‏ (طريق)     | 21                   |
| 135                  | Ruth Corset ‏                | 6                    |
| 136                  | Cristina Alcalde ‏           | 48                   |
| 137                  | Ana Belen Garcia Antequera ‏ | لم يكمل السباق-8     |

| Garmin–Cervélo (women) ‏ CWT | Garmin–Cervélo (women) ‏ CWT       | Garmin–Cervélo (women) ‏ CWT |
| --------------------------- | --------------------------------- | --------------------------- |
| م                           | عداء                              | مرتبة                       |
| 141                         | Lizzie Armitstead (طريق)          | لم يكمل السباق-3            |
| 142                         | Jessie Daams ‏                     | 27                          |
| 143                         | شارون لاوس                        | 17                          |
| 144                         | لوسي مارتن                        | لم يبدأ-6                   |
| 145                         | إيما بولي (زمني فردي)             | 2                           |
| 146                         | كارلا ريان                        | 28                          |
| 147                         | Iris Slappendel ‏                  | 79                          |
| 148                         | Noemi Cantele ‏ (طريق و زمني فردي) | 36                          |

| Cyclelive Plus–Zannata ‏ KLT | Cyclelive Plus–Zannata ‏ KLT | Cyclelive Plus–Zannata ‏ KLT |
| --------------------------- | --------------------------- | --------------------------- |
| م                           | عداء                        | مرتبة                       |
| 151                         | Tania Belvederesi ‏          | 103                         |
| 152                         | Chiara Bortolus‏             | 104                         |
| 153                         | Martina Corazza ‏            | 85                          |
| 154                         | Chiara Nadalutti‏            | 101                         |
| 155                         | Angela McClure‏              | 93                          |
| 156                         | Andrea Graus ‏ (طريق)        | 32                          |
| 157                         | Francesca Tognali‏           | 80                          |
| 158                         | Annalisa Cucinotta ‏         | 96                          |

| Experza–Footlogix Ladies Cycling Team ‏ VLL | Experza–Footlogix Ladies Cycling Team ‏ VLL | Experza–Footlogix Ladies Cycling Team ‏ VLL |
| ------------------------------------------ | ------------------------------------------ | ------------------------------------------ |
| م                                          | عداء                                       | مرتبة                                      |
| 161                                        | Ine Beyen ‏                                 | 99                                         |
| 162                                        | Liesbet De Vocht ‏                          | 64                                         |
| 163                                        | Latoya Brulee ‏                             | 100                                        |
| 164                                        | كات هاينس                                  | لم يبدأ-7                                  |
| 165                                        | Maaike Polspoel ‏                           | 35                                         |
| 166                                        | غريس فيربيك (زمني فردي)                    | لم يبدأ-8                                  |
| 167                                        | Els Belmans ‏                               | 113                                        |
| 168                                        | Annelies Van Doorslaer ‏                    | لم يبدأ-7                                  |

| أيه آر مونكس برو سيكلينج للسيدات ‏ DPZ | أيه آر مونكس برو سيكلينج للسيدات ‏ DPZ | أيه آر مونكس برو سيكلينج للسيدات ‏ DPZ |
| ------------------------------------- | ------------------------------------- | ------------------------------------- |
| م                                     | عداء                                  | مرتبة                                 |
| 1                                     | مارا أبوت                             | 10                                    |
| 2                                     | Claudia Häusler                       | 16                                    |
| 3                                     | Inga Češulienė ‏                       | 63                                    |
| 4                                     | Rachel Neylan ‏                        | لم يكمل السباق-10                     |
| 5                                     | Shelley Olds                          | لم يكمل السباق-3                      |
| 6                                     | Eleonora Patuzzo ‏                     | 78                                    |
| 7                                     | Amber Pierce                          | 72                                    |
| 8                                     | أولغا زابيلينسكايا                    | 14                                    |

| ليف ريسينغ ‏ NLB | ليف ريسينغ ‏ NLB               | ليف ريسينغ ‏ NLB |
| --------------- | ----------------------------- | --------------- |
| م               | عداء                          | مرتبة           |
| 11              | Sarah Düster ‏                 | 92              |
| 12              | إميلي أوبري                   | 84              |
| 13              | Patricia Schwager ‏            | 54              |
| 14              | Noortje Tabak ‏                | 50              |
| 15              | Loes Gunnewijk ‏               | 51              |
| 16              | أنيميك فان فليوتن             | 75              |
| 17              | Marieke van Wanroij ‏          | 66              |
| 18              | ماريان فوس (طريق و زمني فردي) | 1               |

| Gauss RDZ Ormu ‏ GAU | Gauss RDZ Ormu ‏ GAU              | Gauss RDZ Ormu ‏ GAU |
| ------------------- | -------------------------------- | ------------------- |
| م                   | عداء                             | مرتبة               |
| 21                  | Tatiana Antoshina ‏               | 5                   |
| 22                  | Alessandra Borchi ‏               | 97                  |
| 23                  | Christel Ferrier-Bruneau ‏ (طريق) | 20                  |
| 24                  | Sylwia Kapusta ‏                  | 8                   |
| 25                  | Elena Kuchinskaya ‏               | 49                  |
| 26                  | Yuliya Martisova ‏                | 55                  |
| 27                  | Valentina Scandolara ‏            | لم يبدأ-7           |
| 28                  | Lorena Foresi‏                    | 62                  |

| AA Drink–leontien.nl ‏ LNL | AA Drink–leontien.nl ‏ LNL | AA Drink–leontien.nl ‏ LNL |
| ------------------------- | ------------------------- | ------------------------- |
| م                         | عداء                      | مرتبة                     |
| 31                        | تريكسي ووراك              | 46                        |
| 32                        | Daphny van den Brand ‏     | 65                        |
| 33                        | Chantal Blaak             | 43                        |
| 34                        | لوسيندا براند             | 15                        |
| 35                        | Irene van den Broek ‏      | لم يبدأ-10                |
| 36                        | Linda Villumsen           | 22                        |
| 37                        | Heleen van Vliet‏          | 69                        |
| 38                        | Marijn de Vries ‏          | لم يكمل السباق-9          |

| فريق هولندا لركوب الدراجات للسيدات 2011 ‏ NED | فريق هولندا لركوب الدراجات للسيدات 2011 ‏ NED | فريق هولندا لركوب الدراجات للسيدات 2011 ‏ NED |
| -------------------------------------------- | -------------------------------------------- | -------------------------------------------- |
| م                                            | عداء                                         | مرتبة                                        |
| 41                                           | Martine Bras ‏                                | 33                                           |
| 42                                           | ايمي بيترز                                   | 73                                           |
| 43                                           | Petra Dijkman ‏                               | 37                                           |
| 44                                           | أنا فان دير بريغين                           | 89                                           |
| 45                                           | Esra Tromp ‏                                  | 106                                          |
| 46                                           | روكسان كنيتيمان                              | 30                                           |
| 47                                           | Anne De Wildt‏                                | 57                                           |
| 48                                           | Birgit Lavrijssen ‏                           | 90                                           |

| تيم كوب هايتك بوردكتس ‏ HPU | تيم كوب هايتك بوردكتس ‏ HPU   | تيم كوب هايتك بوردكتس ‏ HPU |
| -------------------------- | ---------------------------- | -------------------------- |
| م                          | عداء                         | مرتبة                      |
| 51                         | إيما جوهانسون (طريق)         | 7                          |
| 52                         | Sara Mustonen (cyclist) ‏     | 60                         |
| 53                         | Tone Hatteland Lima ‏         | 102                        |
| 54                         | Lise Nøstvold ‏               | 42                         |
| 55                         | Frøydis Meen Wærsted ‏ (طريق) | لم يبدأ-2                  |
| 56                         | Johanna Bergseth‏             | 105                        |
| 57                         | تيفاني كرومويل               | 68                         |

| كانيون–إس آر إيه إم ‏ TCW | كانيون–إس آر إيه إم ‏ TCW    | كانيون–إس آر إيه إم ‏ TCW |
| ------------------------ | --------------------------- | ------------------------ |
| م                        | عداء                        | مرتبة                    |
| 61                       | جوديث أرندت (زمني فردي)     | 5                        |
| 62                       | شارلوت بيكر                 | 86                       |
| 63                       | إميليا فهلين (زمني فردي)    | 74                       |
| 64                       | Ally Stacher ‏               | 82                       |
| 65                       | Ina-Yoko Teutenberg ‏ (طريق) | 53                       |
| 66                       | إيفلين ستيفنز (زمني فردي)   | 41                       |
| 67                       | Ellen van Dijk              | 94                       |
| 68                       | أماندا ميلر                 | 19                       |

| S.C. Michela Fanini Rox ‏ MIC | S.C. Michela Fanini Rox ‏ MIC     | S.C. Michela Fanini Rox ‏ MIC |
| ---------------------------- | -------------------------------- | ---------------------------- |
| م                            | عداء                             | مرتبة                        |
| 71                           | Grete Treier ‏ (طريق و زمني فردي) | 45                           |
| 72                           | Martina Růžičková ‏               | لم يبدأ-8                    |
| 73                           | Verónica Leal ‏ (زمني فردي)       | 47                           |
| 74                           | Nina Ovcharenco ‏                 | 34                           |
| 75                           | Sara Grifi ‏                      | لم يكمل السباق-7             |
| 76                           | ماغورزاتا جاسيسكا                | لم يبدأ-8                    |
| 77                           | Michal Ella‏ (طريق)               | 111                          |
| 78                           | كارين أونه                       | 56                           |

| توب قيرلز فسى برتولو ‏ TOG | توب قيرلز فسى برتولو ‏ TOG | توب قيرلز فسى برتولو ‏ TOG |
| ------------------------- | ------------------------- | ------------------------- |
| م                         | عداء                      | مرتبة                     |
| 81                        | Elena Berlato ‏            | 11                        |
| 82                        | Valentina Carretta ‏       | 26                        |
| 83                        | Jennifer Fiori ‏           | 52                        |
| 84                        | سيمونا فرايبسي            | 87                        |
| 85                        | إليسا ونغو بورغيني        | 18                        |
| 86                        | Bridie O'Donnell ‏         | 110                       |
| 87                        | Silvia Valsecchi ‏         | 61                        |
| 88                        | Gloria Presti ‏            | 88                        |

| Aromitalia–Basso Bikes–Vaiano ‏ VAI | Aromitalia–Basso Bikes–Vaiano ‏ VAI | Aromitalia–Basso Bikes–Vaiano ‏ VAI |
| ---------------------------------- | ---------------------------------- | ---------------------------------- |
| م                                  | عداء                               | مرتبة                              |
| 91                                 | Valentina Bastianelli ‏             | 95                                 |
| 92                                 | Irene Falorni‏                      | 109                                |
| 93                                 | راسا ليليفيتو (طريق)               | 31                                 |
| 94                                 | Urtė Juodvalkytė ‏                  | 76                                 |
| 95                                 | Simona Martini‏                     | 108                                |
| 96                                 | Katažina Sosna ‏ (زمني فردي)        | 81                                 |
| 97                                 | Eleonora Spaliviero‏                | 107                                |
| 98                                 | فلافيا أوليفيرا                    | 24                                 |

| ACS Cycling Chirio–Casa Giani ‏ FCL | ACS Cycling Chirio–Casa Giani ‏ FCL | ACS Cycling Chirio–Casa Giani ‏ FCL |
| ---------------------------------- | ---------------------------------- | ---------------------------------- |
| م                                  | عداء                               | مرتبة                              |
| 101                                | جورجيا برونزيني (طريق)             | 83                                 |
| 102                                | Giada Borgato ‏                     | 91                                 |
| 103                                | Alessandra D'Ettorre ‏              | 59                                 |
| 104                                | Theresa Cliff-Ryan ‏                | لم يبدأ-7                          |
| 105                                | Heather Logan-Sprenger ‏            | 98                                 |
| 106                                | أندريا ديفوراك                     | 25                                 |
| 107                                | Tetyana Riabchenko (طريق)          | 23                                 |
| 108                                | Svetlana Pauliukaitė ‏              | لم يكمل السباق-3                   |

| يو أي أيه تيم ‏ MCG | يو أي أيه تيم ‏ MCG | يو أي أيه تيم ‏ MCG |
| ------------------ | ------------------ | ------------------ |
| م                  | عداء               | مرتبة              |
| 111                | نيكول كوك          | 29                 |
| 112                | تاتيانا جوديرزو    | 4                  |
| 113                | Rossella Callovi ‏  | لم يكمل السباق-2   |
| 114                | Monia Baccaille ‏   | 44                 |
| 115                | مارتا باستيانيلي   | 77                 |
| 116                | Marta Tagliaferro ‏ | لم يبدأ-2          |
| 117                | Jennifer Hohl ‏     | 58                 |
| 118                | Fabiana Luperini ‏  | 12                 |

| لوتو بيليسول للسيدات ‏ LHT | لوتو بيليسول للسيدات ‏ LHT             | لوتو بيليسول للسيدات ‏ LHT |
| ------------------------- | ------------------------------------- | ------------------------- |
| م                         | عداء                                  | مرتبة                     |
| 121                       | خايمي نيلسن                           | لم يبدأ-6                 |
| 122                       | Catherine Delfosse ‏                   | 70                        |
| 123                       | Ludivine Henrion ‏                     | 71                        |
| 124                       | آشلي مولمان                           | 13                        |
| 125                       | تشيريز ويليت (زمني فردي)              | 39                        |
| 126                       | Marissa Stander Van der Merwe ‏ (طريق) | 67                        |
| 127                       | جوانا فان دي فينكل                    | 38                        |
| 128                       | Vicki Whitelaw ‏                       | 40                        |

| بيزكايا دورانجو ‏ BPD | بيزكايا دورانجو ‏ BPD        | بيزكايا دورانجو ‏ BPD |
| -------------------- | --------------------------- | -------------------- |
| م                    | عداء                        | مرتبة                |
| 131                  | Shara Gillow (زمني فردي)    | 9                    |
| 132                  | Davina Summers ‏             | 112                  |
| 133                  | Monica Hernandez‏            | لم يكمل السباق-7     |
| 134                  | Polona Batagelj ‏ (طريق)     | 21                   |
| 135                  | Ruth Corset ‏                | 6                    |
| 136                  | Cristina Alcalde ‏           | 48                   |
| 137                  | Ana Belen Garcia Antequera ‏ | لم يكمل السباق-8     |

| Garmin–Cervélo (women) ‏ CWT | Garmin–Cervélo (women) ‏ CWT       | Garmin–Cervélo (women) ‏ CWT |
| --------------------------- | --------------------------------- | --------------------------- |
| م                           | عداء                              | مرتبة                       |
| 141                         | Lizzie Armitstead (طريق)          | لم يكمل السباق-3            |
| 142                         | Jessie Daams ‏                     | 27                          |
| 143                         | شارون لاوس                        | 17                          |
| 144                         | لوسي مارتن                        | لم يبدأ-6                   |
| 145                         | إيما بولي (زمني فردي)             | 2                           |
| 146                         | كارلا ريان                        | 28                          |
| 147                         | Iris Slappendel ‏                  | 79                          |
| 148                         | Noemi Cantele ‏ (طريق و زمني فردي) | 36                          |

| Cyclelive Plus–Zannata ‏ KLT | Cyclelive Plus–Zannata ‏ KLT | Cyclelive Plus–Zannata ‏ KLT |
| --------------------------- | --------------------------- | --------------------------- |
| م                           | عداء                        | مرتبة                       |
| 151                         | Tania Belvederesi ‏          | 103                         |
| 152                         | Chiara Bortolus‏             | 104                         |
| 153                         | Martina Corazza ‏            | 85                          |
| 154                         | Chiara Nadalutti‏            | 101                         |
| 155                         | Angela McClure‏              | 93                          |
| 156                         | Andrea Graus ‏ (طريق)        | 32                          |
| 157                         | Francesca Tognali‏           | 80                          |
| 158                         | Annalisa Cucinotta ‏         | 96                          |

| Experza–Footlogix Ladies Cycling Team ‏ VLL | Experza–Footlogix Ladies Cycling Team ‏ VLL | Experza–Footlogix Ladies Cycling Team ‏ VLL |
| ------------------------------------------ | ------------------------------------------ | ------------------------------------------ |
| م                                          | عداء                                       | مرتبة                                      |
| 161                                        | Ine Beyen ‏                                 | 99                                         |
| 162                                        | Liesbet De Vocht ‏                          | 64                                         |
| 163                                        | Latoya Brulee ‏                             | 100                                        |
| 164                                        | كات هاينس                                  | لم يبدأ-7                                  |
| 165                                        | Maaike Polspoel ‏                           | 35                                         |
| 166                                        | غريس فيربيك (زمني فردي)                    | لم يبدأ-8                                  |
| 167                                        | Els Belmans ‏                               | 113                                        |
| 168                                        | Annelies Van Doorslaer ‏                    | لم يبدأ-7                                  |

## التصنيف العام النهائي
| التصنيف العام | التصنيف العام      | التصنيف العام                     | التصنيف العام  | التصنيف العام |
| العداء        | العداء             | الفريق                            | الوقت          |               |
| ------------- | ------------------ | --------------------------------- | -------------- | ------------- |
| 1             | ماريان فوس         | ليف ريسينغ ‏                       | 25 س 42 د 40 ث |               |
| 2             | إيما بولي          | Garmin–Cervélo (women) ‏           | + 3 د 16 ث     |               |
| 3             | جوديث أرندت        | كانيون–إس آر إيه إم ‏              | + 8 د 15 ث     |               |
| 4             | تاتيانا جوديرزو    | يو أي أيه تيم ‏                    | + 9 د 09 ث     |               |
| 5             | Tatiana Antoshina ‏ | Gauss RDZ Ormu ‏                   | + 12 د 46 ث    |               |
| 6             | Ruth Corset ‏       | بيزكايا دورانجو ‏                  | + 12 د 58 ث    |               |
| 7             | إيما جوهانسون      | تيم كوب هايتك بوردكتس ‏            | + 14 د 15 ث    |               |
| 8             | Sylwia Kapusta ‏    | Gauss RDZ Ormu ‏                   | + 14 د 26 ث    |               |
| 9             | شارا جيلو          | بيزكايا دورانجو ‏                  | + 15 د 48 ث    |               |
| 10            | مارا أبوت          | أيه آر مونكس برو سيكلينج للسيدات ‏ | + 16 د 29 ث    |               |
|               |                    |                                   |                |               |
|               |                    |                                   |                |               |

### تصنيف النقاط
| تصنيف النقاط | تصنيف النقاط         | تصنيف النقاط                   | تصنيف النقاط | تصنيف النقاط |
| العداء       | العداء               | الفريق                         | النقاط       |              |
| ------------ | -------------------- | ------------------------------ | ------------ | ------------ |
| 1            | ماريان فوس           | ليف ريسينغ ‏                    | 111 نقطة     |              |
| 2            | Ina-Yoko Teutenberg ‏ | كانيون–إس آر إيه إم ‏           | 66 نقطة      |              |
| 3            | إيما بولي            | Garmin–Cervélo (women) ‏        | 50 نقطة      |              |
| 4            | جوديث أرندت          | كانيون–إس آر إيه إم ‏           | 50 نقطة      |              |
| 5            | إيما جوهانسون        | تيم كوب هايتك بوردكتس ‏         | 46 نقطة      |              |
| 6            | تاتيانا جوديرزو      | يو أي أيه تيم ‏                 | 33 نقطة      |              |
| 7            | جورجيا برونزيني      | ACS Cycling Chirio–Casa Giani ‏ | 32 نقطة      |              |
| 8            | Tatiana Antoshina ‏   | Gauss RDZ Ormu ‏                | 19 نقطة      |              |
| 9            | Ruth Corset ‏         | بيزكايا دورانجو ‏               | 19 نقطة      |              |
| 10           | شارا جيلو            | بيزكايا دورانجو ‏               | 17 نقطة      |              |
|              |                      |                                |              |              |
|              |                      |                                |              |              |

### تصنيف الجبال
| تصنيف الجبال | تصنيف الجبال       | تصنيف الجبال                   | تصنيف الجبال | تصنيف الجبال |
| العداء       | العداء             | الفريق                         | النقاط       |              |
| ------------ | ------------------ | ------------------------------ | ------------ | ------------ |
| 1            | ماريان فوس         | ليف ريسينغ ‏                    | 54 نقطة      |              |
| 2            | إيما بولي          | Garmin–Cervélo (women) ‏        | 53 نقطة      |              |
| 3            | جوديث أرندت        | كانيون–إس آر إيه إم ‏           | 22 نقطة      |              |
| 4            | Ruth Corset ‏       | بيزكايا دورانجو ‏               | 16 نقطة      |              |
| 5            | تاتيانا جوديرزو    | يو أي أيه تيم ‏                 | 15 نقطة      |              |
| 6            | آشلي مولمان        | لوتو بيليسول للسيدات ‏          | 14 نقطة      |              |
| 7            | أندريا ديفوراك     | ACS Cycling Chirio–Casa Giani ‏ | 13 نقطة      |              |
| 8            | شارون لاوس         | Garmin–Cervélo (women) ‏        | 8 نقطة       |              |
| 9            | إيفلين ستيفنز      | كانيون–إس آر إيه إم ‏           | 7 نقطة       |              |
| 10           | Tatiana Antoshina ‏ | Gauss RDZ Ormu ‏                | 5 نقطة       |              |
|              |                    |                                |              |              |
|              |                    |                                |              |              |

## تصانيف فرعية

### تصنيف أفضل شاب
| تصنيف أفضل شاب | تصنيف أفضل شاب        | تصنيف أفضل شاب                         | تصنيف أفضل شاب | تصنيف أفضل شاب |
| العداء         | العداء                | الفريق                                 | الوقت          |                |
| -------------- | --------------------- | -------------------------------------- | -------------- | -------------- |
| 1              | Elena Berlato ‏        | توب قيرلز فسى برتولو ‏                  | 26 س 00 د 48 ث |                |
| 2              | Daphny van den Brand ‏ |                                        | + 6 د 59 ث     |                |
| 3              | إليسا ونغو بورغيني    | توب قيرلز فسى برتولو ‏                  | + 10 د 29 ث    |                |
| 4              | Polona Batagelj ‏      | بيزكايا دورانجو ‏                       | + 14 د 51 ث    |                |
| 5              | Tetyana Riabchenko    | ACS Cycling Chirio–Casa Giani ‏         | + 22 د 51 ث    |                |
| 6              | Valentina Carretta ‏   | توب قيرلز فسى برتولو ‏                  | + 28 د 53 ث    |                |
| 7              | Jessie Daams ‏         | Garmin–Cervélo (women) ‏                | + 28 د 55 ث    |                |
| 8              | راسا ليليفيتو         | Aromitalia–Basso Bikes–Vaiano ‏         | + 30 د 38 ث    |                |
| 9              | Maaike Polspoel ‏      | Experza–Footlogix Ladies Cycling Team ‏ | + 37 د 21 ث    |                |
| 10             | تشيريز ويليت          | لوتو بيليسول للسيدات ‏                  | + 39 د 52 ث    |                |
|                |                       |                                        |                |                |
|                |                       |                                        |                |                |

## وصلات خارجية
- الموقع الرسمي